# Нандо Йосу
Фернандо Тріо Сабала (ісп. Fernando Trío Zabala), відомий за прізвиськом Нандо Йосу (ісп. Nando Yosu; 8 липня 1939, Мунгія — 20 лютого 2016, Сантандер) — іспанський футболіст, що грав на позиції півзахисника. По завершенні ігрової кар'єри — тренер.

## Ігрова кар'єра
У дорослому футболі дебютував 1958 року виступами за команду «Расінг», в якій провів чотири сезони, взявши участь у 100 матчах чемпіонату. Більшість часу, проведеного у складі «Расінга», був основним гравцем команди.
1962 року перейшов до «Валенсії», у складі якої не заграв і за рік повернувся до «Расінга». Згодом протягом 1964—1966 років грав за «Атлетік Більбао», після чого був гравцем «Понтеведри» та «Кальво Сотело».
Завершував ігрову кар'єру у команді «Торрелавега», за яку виступав протягом 1971—1972 років.

## Кар'єра тренера
У своєму останньому клубі, «Торрелавезі», був граючим тренером. Згодом тренував його протягом 1973—1975 років.
1977 року повернувся до рідного «Расінга» (Сантандер), команду якого тренував два роки. Згодом працював з «Ов'єдо», «Гранадою», «Алавесом», «Оріуелою» та «Понферрадіною».
З 1995 року знову співпрацював із «Расінгом», спочатку як головний тренер, а згодом як директор з футболу. У подальшому декілька разів поєднував адміністративну роботу з тренерськими обов'язками у клубі.
Помер 20 лютого 2016 року на 77-му році життя в Сантандері.

## Титули і досягнення
- Володар Кубка Іспанії (1):

«Валенсія»: 1962–1963
- Володар Кубка ярмарків (1):

«Валенсія»: 1961–1962